# Tsingymantis antitra
Genre
Espèce
Statut de conservation UICN

 VU D2 : Vulnérable
Tsingymantis antitra, unique représentant du genre Tsingymantis, est une espèce d'amphibiens de la famille des Mantellidae.

## Répartition
Cette espèce est endémique de Madagascar. Elle se rencontre entre 50 et 117 m d'altitude dans la réserve spéciale d'Ankarana caractérisée par des formations karstiques.

## Description
Les 3 spécimens femelles adultes observés lors de la description originale mesurent entre 66,4 mm et 67,1 mm de longueur standard.

## Étymologie
Le nom du genre Tsingymantis a été créé à partir du malgache tsingy, « formation calcaire karstique érodée », et du grec mantis, « rainette », et ce en référence au biotope particulier de cette espèce. Son nom d'espèce, du malgache antitra, « âgé », lui a été donné en référence à l'ancienneté présumée de sa lignée.

## Publication originale
- Glaw, Hoegg & Vences, 2006 : Discovery of a new basal relict lineage of Madagascan frogs and its implications for mantellid evolution. Zootaxa, no 1334, p. 27-43 (texte intégral).

## Pages liées
- Amphibiens de Madagascar